# Condado de Hampshire (Massachusetts)
O Condado de Hampshire é um dos 14 condados do estado norte-americano de Massachusetts. A sede do condado é Northampton, e sua maior cidade é Northampton.
O condado possui uma área de 1 413 km² (dos quais 42 km² estão cobertos por água), uma população de 152 251 habitantes, e uma densidade populacional de 111 hab/km² (segundo o censo nacional de 2000).